# Sender St. Peter
Der Sender St. Peter war ein Rundfunksender für Mittelwellenrundfunk im Grazer Stadtteil St. Peter, der am 18. Juni 1929 in Betrieb ging und eine Anlage mit zwei Sendemasten verwendete. Die Sendeleistung betrug ursprünglich 7 kW und ab 1937 15 kW; ab 1955 wurde ein neuer 25-kW-Sender in Betrieb genommen.

## Geschichte

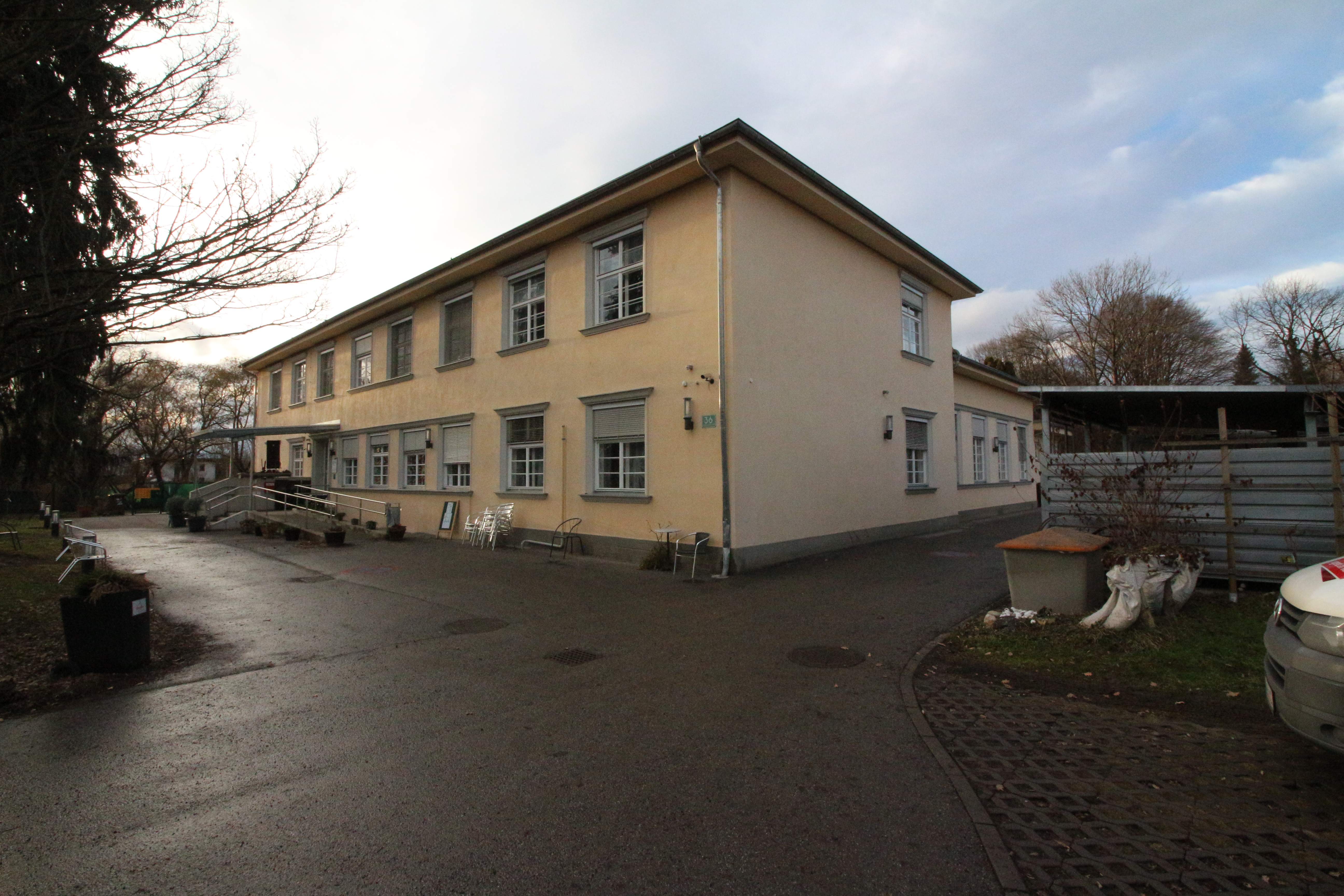
Das ehemalige Sendegebäude an der Nußbaumerstraße 36…

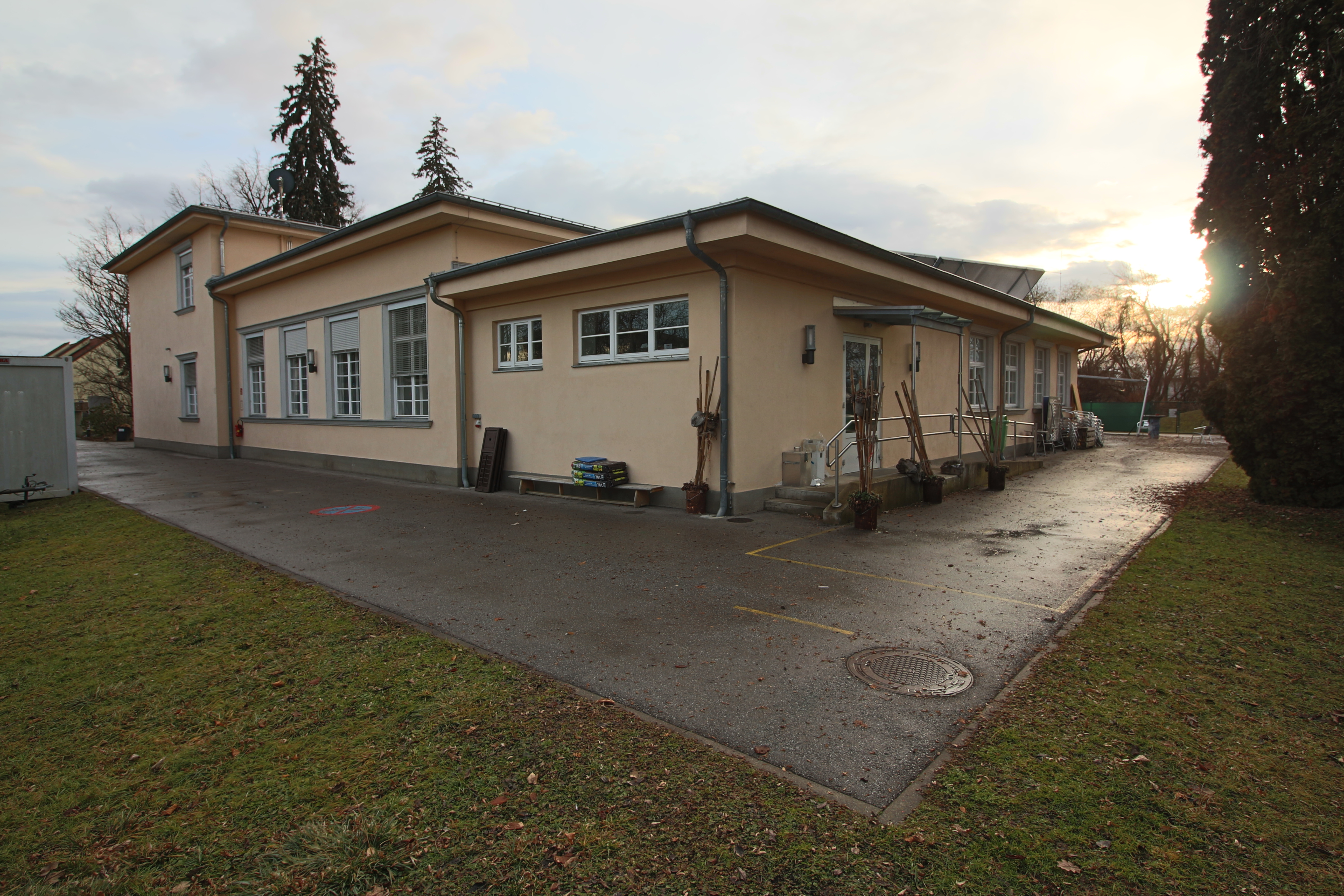
…wird heute (Stand: 2021) von Jugend am Werk Steiermark und einer Städtischen Kinderkrippe genutzt.

Als im Jahre 1928 der RAVAG-Sender am Rosenhügel in Wien verstärkt worden war, konnten Teile des dortigen fast neuwertigen 7-kW-Senders für einen anderen Senderstandort verwendet werden. Um ein größeres Sendegebiet abzudecken, wählte man die Stadt Graz als neuen Senderstandort. Da die Suche nach einem geeigneten Grundstück jedoch die Umsetzung der Planung verzögerte, konnte erst Anfang Juli 1928 mit dem Bau des Großsenders begonnen werden, nachdem ein sechs Hektar großes Grundstück in St. Peter im Südosten von Graz erworben worden war. Der Bau der zwei Sendemasten des Senders St. Peter war zum Teil vom Widerstand in der örtlichen Bevölkerung geprägt, da diese eine erhöhte Gefahr durch Blitzeinschläge in den beiden Sendemasten befürchtete und deshalb auch Protestversammlungen gegen den Senderbau abhielt.
Die aufwendig konzipierte Antennenanlage bestand aus einer 85 Meter hohen vertikale Reuse mit einem kurzen Querstück am oberen Ende, die zwischen zwei gegen Boden isolierten je dreifach abgespannten Gittermasten mit 95 Metern Höhe aufgehängt war. Der Abstand zwischen den beiden Masten betrug 200 Meter, wobei ebenfalls zwischen den beiden Masten in 30 Zentimetern Tiefe ein Erdnetz verlegt worden war, das über je 17 Meter tiefe Brunnen, die sich an den vier Ecken des Senderhauses befanden, mit dem Grundwasser in leitender Verbindung stand. Daneben wurden auch ein eigenes – auf drei Ebenen aufgeteiltes – Sendegebäude mit 32 Metern Länge und 25 Metern Breite errichtet. Im niedrigen Gebäudeteil befand sich laut dem Eintrag auf wabweb.net der Sender, im mittelhohen Teil daneben befand sich das Studio und im zweigeschoßigen Gebäudeteil waren Büros, die Wohnung des Hauswartes, ein Künstlerzimmer, sowie Werkstätten untergebracht.
Laut einem Bericht in der Kronen Zeitung vom 5. Dezember 1928 befanden sich im Hauptgebäude eine Portierswohnung, Kanzleien, ein Laboratorium, ein Wartesaal für die Künstler und ein Probeabhorchraum. Daran anschließend war der 8 × 12,5 m große Studio-Saal und im Erdgeschoß befanden sich noch die Maschinenräume. Im ersten Stock des Gebäudes befanden sich die Wohnungen des Personals. An der rückwärtigen Seite des Hauptgebäudes war das Transformatorhaus für den Drehstrom mit 5000 Volt untergebracht. Das Gebäude verfügte über insgesamt sechs Brunnen, deren Pumpen im Keller installiert waren. Der Sender selbst wurde mit einer 7/28-kW-Telefunken-Anlage – eben der genannten vom Wiener Rosenhügel, die allerdings noch für den Betrieb in Graz aufwendig umgeändert werden musste – ausgestattet. Da sich hier jedoch alles zusammen befand (Studios, Sendetechnik usw.), traten einige Probleme bei der Abschirmung auf. Der Weg zur Sendeanlage, in der zu dieser Zeit noch sehr spärlich bebauten Gegend von St. Peter, erhielt den Namen Nußbaumerstraße – zu Ehren des ein Jahr später verstorbenen Rundfunkpioniers Otto Nußbaumer. Die Zufahrtsstraße, die vom seit 1900 entstandenen Cottageviertel von St. Peter, einem Villenviertel, zum Sender führte, wurde 1928 im Zuge des Sendersbaus angelegt. Die Ausführung der beiden Funkmasten erfolgte durch die Brückenbauanstalt, Eisenkonstruktionswerkstätte und Kleineisenfabrik IG. Gridl, einem einstigen k.u.k. Hoflieferanten (k. und k. Hofschlosser und Eisenconstructeur), der auch für diverse andere Funkmasten der damaligen Zeit verantwortlich war und im Jahre 1934 von Waagner-Biro aufgekauft wurde.
Am 12. April 1929 startete man auf der Frequenz 847 kHz die erste öffentliche Versuchssendung und nahm den Sender in weiterer Folge am 18. Juni 1929 offiziell in Betrieb. Bei der Eröffnung des zweiten österreichischen Großsenders, die am 18. Juni 1929 ab 14 Uhr stattfand, zählten unter anderem der damalige RAVAG-Präsident Eduard Heinl, der damalige RAVAG-Generaldirektor und Rundfunkpionier Oskar Czeija, Vizepräsident Hofrat Georg Stern, der damalige Landeshauptmann Anton Rintelen, der damalige Grazer Bürgermeister Vinzenz Muchitsch, der damalige Oberlandesgerichtspräsident von Graz Franz Glas, der damalige Rektor der Technischen Hochschule Graz Karl Federhofer, der damalige Gendarmerielandesdirektor Ernst Thienel, Präsident Streng von der Post, der Bürgermeister von St. Peter, Vertreter von der Universität Graz und andere Persönlichkeiten des öffentlichen Lebens zu den Festgästen.
Als im Jahr 1934 der Luzerner Wellenplan inkraftgetreten war, wechselte Graz-St. Peter auf die Frequenz 886 kHz. Erst nach Regulierung durch den Kopenhagener Wellenplan, der bereits 1948 ausgearbeitet worden war, erhielt die Stadt Graz ab dem Jahr 1950 eine neue Sendefrequenz. Aufgrund des Ausbleibens der erwarteten Leistungen der aufwändigen Reusenantenne aus dem Jahr 1929, plante man zur weiteren Verbesserung einen neuen Sendemasten. Dieser wurde im Jahre 1937 errichtet, hatte eine Höhe von 156 Metern und war selbststrahlend. An der Spitze besaß er als Dachkapazität einen Ring mit elf Metern Durchmesser. Die Inbetriebnahme des selbststrahlenden Sendemasts erfolgte am 28. August 1937. Die bislang mit 7 kW laufende Anlage wurde am 19. Januar 1938 auf eine Sendeleistung von 15 kW verstärkt. Nach dem Anschluss Österreichs im selben Jahr wurde von Graz aus gemeinsam mit dem Sender in Klagenfurt auf der Frequenz 886 kHz das Programm des Reichssenders Wien ausgestrahlt.
Mit der ab 1938 gestarteten Aufrüstung der Rundfunksender für Propagandazwecke durch die Nationalsozialisten sollten einige Großsender, bei denen es auch jederzeit zu schnellen Frequenzwechseln kommen sollte, entstehen. Da die meisten Sendeanlagen – so auch die in St. Peter – nicht über die nötigen Kapazitäten verfügten und die Vorgaben der NS-Führung nicht durch die Deutsche Reichspost umgesetzt werden konnten, entstanden eine Vielzahl neuer Sender. So wurde unweit von Graz, in der Gemeinde Dobl, nach Plänen von Walther Schmidt von 1939 bis 1941 die Senderanlage Dobl errichtet. Hierfür wurde im Jahr 1940 einer der beiden Sendemasten von St. Peter demontiert, nach Dobl transportiert und dort wieder als heute noch existierender 156 Meter hoher Sendemast aufgestellt.
Der Sender wurde am 22. Februar 1941 in Betrieb genommen und hatte eine Leistung von 100 kW. Mit der Inbetriebnahme des Senders wechselte Graz-St. Peter und Klagenfurt-St. Peter auf die Frequenz 1285 kHz, die auch Ostmärkische Gleichwelle (siehe Gleichwellennetz) genannt wurde. So wurden zusätzlich insgesamt zehn Kleinsender von je 100 W Leistung auf dieser Frequenz betrieben. Von der Deutschen Reichspost wurden diese Kleinsender in größeren bzw. industriell wichtigen Orten der Steiermark (Bruck/Mur, Eisenerz, Judenburg, Leoben und Mürzzuschlag), Kärntens (Kötschach, Radenthein, Spittal/Drau und Villach) und Osttirols (Lienz), das damals noch zu Kärnten gehörte, errichtet. Sie alle konnten durch die beiden Hauptsender in Graz und Klagenfurt nur ungenügend versorgt werden und hatten jeweils eine Reichweite von fünf bis zehn Kilometern.
Nachdem die Sendergruppe Alpenland um das Jahr 1949 ihr deutschsprachiges Programm weitestgehend eingestellt hatte und der Sender St. Peter, der jedoch auf weitere Entfernungen und speziell in Gemeinden in den Gebirgstälern nicht mehr empfangen werden konnte, der einzige Sender war, der dauernd österreichisches Programm spielte, wurde im Juni 1949 von der Generaldirektion für die Post- und Telegraphenverwaltung an das vierteilige Nachrichten-Exekutivkomitee der Alliierten ein Ersuchen um die Aufstellung weiterer Kleinsender in Bad Aussee, Liezen, Admont, Murau, Mariazell, Bleiburg, Feldkirchen, Friesach, Hermagor, Obervellach, St. Veit/Glan und Wolfsberg gestellt. Die Alliierten erteilten jedoch keine Genehmigung zum Aufstellen weiterer Kleinsender.
Als der bereits erwähnte Kopenhagener Wellenplan im Jahre 1950 auch in Graz inkrafttrat, hatte dies auch für den Sender St. Peter Auswirkungen. Während der größere Sender in Dobl am 15. März 1950 1025 kHz als neue Frequenz erhielt und ab August 1950 sogar ein zweites Programm ausstrahlte, erhielt der 15-kW-Sender in St. Peter gemeinsam mit dem Sender in Klagenfurt die Frequenz 719 kHz zugewiesen, welche sich als völlig unzureichend herausstellte. Als hier ab dem 1. Mai 1951 Radio Free Europe aus Holzkirchen mit der zehnfachen Leistung sendete, wurde die Frequenz in weiterer Folge auf 728 kHz gewechselt. Doch auch damit war es nicht einmal möglich die gesamte Steiermark abzudecken. Nachdem es am 18. Juli 1954 zu einer Neuordnung der Frequenzen gekommen war, sollte, aufgrund der Fremdnutzung des Senders Dobl, das 1. (regionale) Programm nur über einen 200-Watt-Sender in St. Peter übertragen werden. Dieser konnte jedoch kaum über das Grazer Stadtgebiet hinaus empfangen werden. Das 2. (nationale) Programm sollte über den 15-kW-Sender in St. Peter im Synchronbetrieb mit Kronstorf auf der Frequenz 584 kHz ausgestrahlt werden. Als Übergangslösung erfolgte die Ausstrahlung des 1. Programms über den 15-kW-Sender auf der Frequenz 665 kHz und die Ausstrahlung des 2. Programms über den 200-Watt-Sender auf 520 kHz.
Aufgrund mehrerer Sender des Südwestfunks war jedoch auch der Empfang auf 665 kHz höchst unbefriedigend, weshalb im Herbst 1954 eine abermalige Frequenzänderung – diesmal auf 1394 kHz – erfolgte. Da St. Peter jedoch nun sein Regionalprogramm auf der gleichen Frequenz wie Linz ausstrahlte, kam es vor allem im Winter ganztägig zu gegenseitigen Störungen. Dies führte so weit, dass der Sender in St. Peter ab 15. November 1954 tagsüber abgeschaltet werden musste. Das Regionalprogramm für die Steiermark wurde jedoch bereits am 1. November 1954 ersatzweise über den Sender Dobl ausgestrahlt, sofern die BBC dort keine Sendungen ausstrahlte. In einem solchen Fall entfielen Teile des steirischen Regionalprogramms. Mit der Inbetriebnahme eines neuen 25-kw-Senders Anfang des Jahres 1955 konnte das 2. Programm über ebendiesen ausgestrahlt werden; der Sender wurde auf die geplanten 584 kHz abgestimmt. Knapp ein Jahr nachdem man auf die Probleme mit der Ausstrahlung des 1. Programms auf 1394 kHz gestoßen war, konnte man die Situation lösen, indem der Sender Linz am 26. August 1955 auf die Frequenz 890 kHz wechselte. Dieser war davor vom dortigen US-Militärsender KOFA (Blue Danube Network) benutzt und danach für die zivile Verwendung umgestimmt worden. Da etwas mehr als einen Monat zuvor auch die BBC ihren Sendebetrieb über den Sender Dobl eingestellt hatte, konnte nach all den Jahren endlich eine befriedigende Frequenzlösung realisiert werden. So sendete St. Peter mit seinem 25-kW-Sender das Regionalprogramm auf 1394 kHz, während Dobl mit seinem 100-kW-Sender das Nationalprogramm auf 1025 kHz brachte.
Der 15-kW-Sender, der fortan nicht mehr benötigt wurde, verblieb als Reserve weiterhin erhalten. Als in den 1950er Jahren das Kühlsystem der Röhren umgebaut worden war, kam auch der 15-kW-Sender wieder regulär zum Einsatz. So wurde vom 2. März bis zum 10. Juni 1959 ganztägig und bis zum 26. Juni 1959 halbtägig auf 1025 kHz aus St. Peter gesendet. Nachdem in den Jahren 1966/67 die alte Lorenz-Gleichwellenanlage gegen eine von Telefunken getauscht worden war, wurde ab dem 1. Oktober 1967 erstmals Österreich 1 aus Dobl auf 1025 kHz ausgestrahlt. Österreich Regional (Österreich 2; in diesem Fall Radio Steiermark) wurde dafür aus St. Peter auf der Frequenz 1394 kHz ausgestrahlt. Nach einer Sanierung des Sendemasts in Dobl in den Jahren 1976/77, wobei auch ein Erdnetz neu verlegt worden und 1977 der im Durchmesser zwölf Meter große Kapazitätsring an der Mastspitze entfernt worden war, wurde mit 5. September 1977 die Ausstrahlung von Österreich Regional über den Sender St. Peter eingestellt. 1981 erfolgte schließlich die offizielle Stilllegung der Sendeanlage in St. Peter. Der Sender Dobl strahlte noch bis zum 1. März 1984 ein Mischprogramm aus und stellte dann ebenfalls seinen Betrieb ein. Nach Einstellung der Mittelwellenausstrahlung wurde die Antennenanlage in St. Peter noch im Laufe der 1980er Jahre abgetragen; die Gebäude blieben jedoch erhalten.
Heute (Stand: 2020) befindet sich im alten Sendegebäude bei der Adresse Nußbaumerstraße 36, 8042 Graz, eine Niederlassung von Jugend am Werk Steiermark, sowie eine Städtische Kinderkrippe. Das Gelände der alten Sendeanlage weist heute (Stand: 2020) teilweise eine „bioproduktive Fläche“ mit Biotopen auf.
Das Gebäude steht unter Denkmalschutz (Listeneintrag).